# Fulvio Bacchelli
Pour les articles homonymes, voir Bacchelli.
Fulvio Bacchelli (né le 27 février 1951 à Trieste) est un ancien pilote de rallyes italien. 

## Biographie
Fulvio Bacchelli commence la compétition automobile en 1971, à peine âgé de 21 ans, conduisant essentiellement sur Fiat Abarth 124 Rallye, puis Fiat 131 Abarth à compter de 1976.
Il concourt régulièrement en WRC en 1976 et 1977.
Sa carrière s'achève en 1982, au rallye Sanremo sur Lancia Rally 037 (après s'être essayé sur la Stratos de 1977 à 1979) .

## Palmarès
- Vice-champion d'Europe des rallyes en 1975 (et 4e du rallye de Pologne avec Bruno Scabini, sur Fiat 131 Abarth).

### 1 victoire en WRC
| # | Course                        | Année | Copilote                                   | Voiture         |
| - | ----------------------------- | ----- | ------------------------------------------ | --------------- |
| 1 | 8e Rallye de Nouvelle-Zélande | 1977  | Francesco Rossetti (père de Luca Rossetti) | Fiat 131 Abarth |
- - 3e du tour de Corse en 1977, toujours sur Fiat 131 Abarth (copilote Bruno Scabini), et 4e du Monte-Carlo en 1975 (même copilote, sur Fiat 124 Abarth Spider).

### Divers
- Rally du Frioul et des Alpes orientales: 1974 (sur Fiat X1/9 Proto);
- Rallye delle Valle Piacentine: 1975 (Fiat 124 Abarth);
- Vainqueur du Monza Rally Show: 1987.